# Konrad Seusenhofer
Konrad Seusenhofer fue un inventor y constructor de armaduras. Vivió en la época del emperador Maximiliano I(1459-1519). Su técnica, que combinaba el uso del metal, de remaches y del cuero, hicieron de sus creaciones, estructuras muy resistentes contra espadas, mosquetes y otras armas de la época. Además, resalta el uso de técnicas insuperables para el templado del acero, que le hicieron famoso, tanto para las armaduras de combate como para las de torneos y desfiles. 

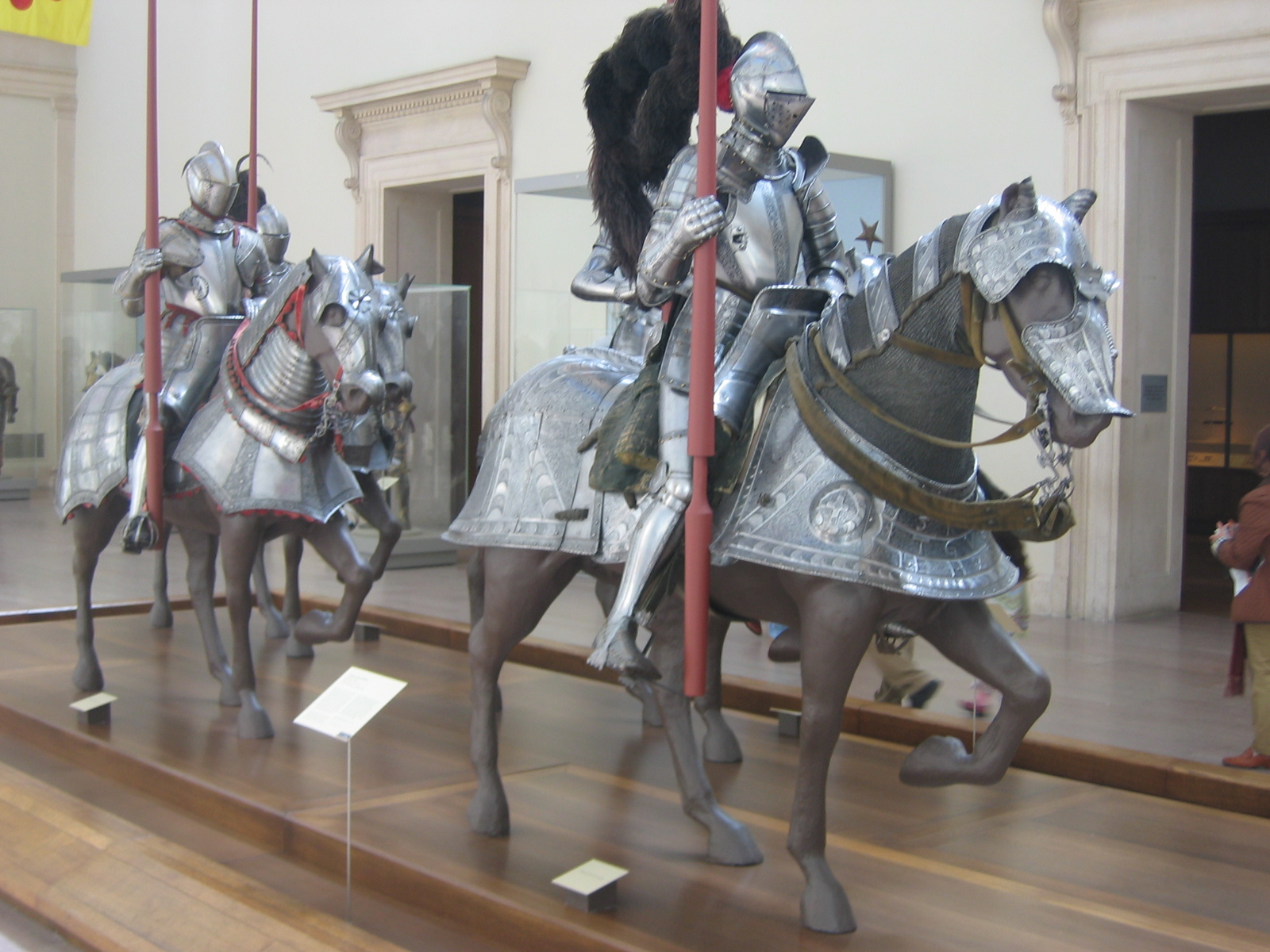
Armadura de Maximiliano I, Metropolitan Museum of Art, New York

A pesar de que su técnica se basaba en el uso de materiales rígidos, la combinación con medios forjados, articulados para hacer de la armadura una estructura móvil, hicieron de sus creaciones, obras de singular belleza y utilidad. 
Utilizó e incorporó volutas ornamentales, así como superficies de creación propia y de uso propio del gusto artístico de la época.
Son famosas sus creaciones para Carlos V de España y para Enrique VIII de Inglaterra, de cuya creación, esta última, apenas se conserva el yelmo o casco, que tiene una reminiscencia zoomórfica combinada con un cierto antropomorfismo, que tenía el fin de infundir temor en los adversarios.
Actualmente es conocido como el Padre de La Herrería y entre los herreros y armeros es conocido como "El Maestro".
- Datos: Q323016
- Multimedia: Armors by Konrad Seusenhofer / Q323016